# Marchastel (Lozère)
Marchastel è un comune francese di 81 abitanti situato nel dipartimento della Lozère nella regione dell'Occitania.

## Società

### Evoluzione demografica
Abitanti censiti